# Mount Washington (New Hampshire)
Mount Washington (tidigare Agiocochook) är ett berg i delstaten New Hampshire, USA. Toppen når ca 1917 meter över havet. Berget är känt för sina oförutsägbara väderomslag, och innehar rekordet för högsta vindhastighet som uppmätts på marknivå (372 km/t) som uppmättes 12 april 1934.